# Théâtre Gérard-Philipe (Saint-Denis)
Pour l’article homonyme, voir Théâtre Gérard-Philipe (Frouard).
Le théâtre Gérard-Philipe est un centre dramatique national situé 59, boulevard Jules-Guesde à Saint-Denis.

## Historique

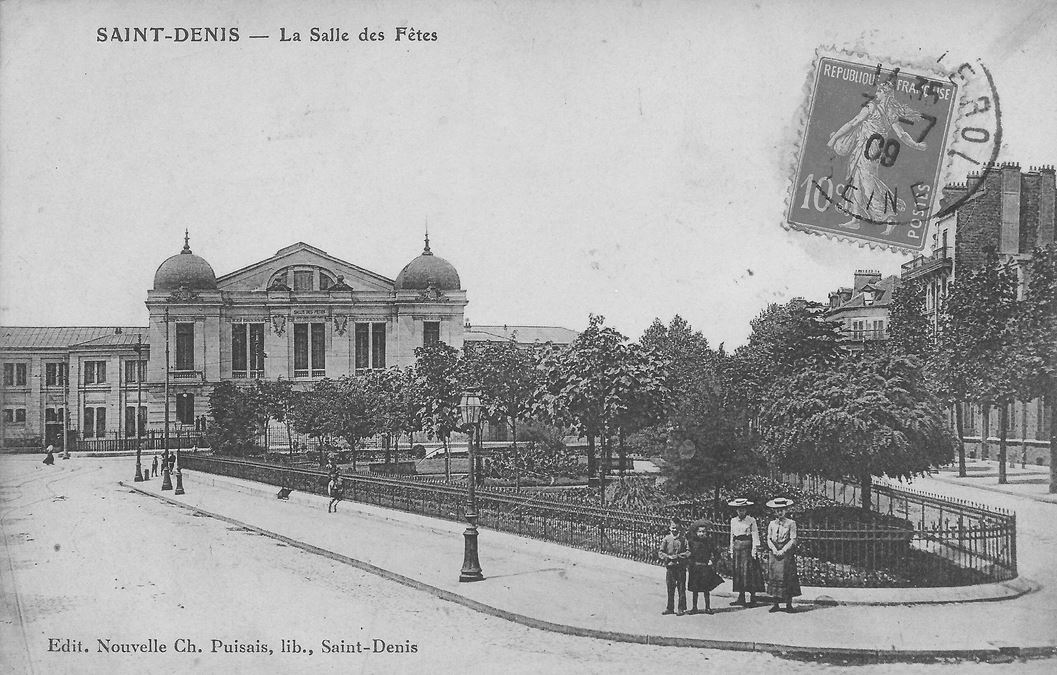
Ancienne salle des Fêtes, Saint-Denis.

À l'origine, le bâtiment est une salle des fêtes municipale construite en 1902. Après la Seconde Guerre mondiale, Jean Vilar et sa troupe du TNP y font quelques représentations. En 1960, la ville attribue le lieu au théâtre et le baptise en hommage au comédien Gérard Philipe disparu l'année précédente.
Jacques Roussillon en est le premier directeur. Il présente en 1963 Printemps 71 d'Arthur Adamov, mise en scène par Claude Martin. En 1965, le théâtre abrite également le Centre lyrique populaire de France dirigé par Jacques Luccioni. José Valverde succède à Jacques Roussillon de 1966 à 1976. 
À sa démission, René Gonzalez prend la direction. Il accueille le Groupe TSE d'Alfredo Arias pour l'ouverture de la saison 1977/1978 avec Peines de cœur d'une chatte anglaise. En 1980, le Groupe TSE présente Les Jumeaux vénitiens de Goldoni, en 1981 La Bête dans la jungle d'après Henry James, texte français de Marguerite Duras avec Delphine Seyrig et Sami Frey.
Il obtient de l'État le statut de Centre dramatique national en 1983.

## Direction

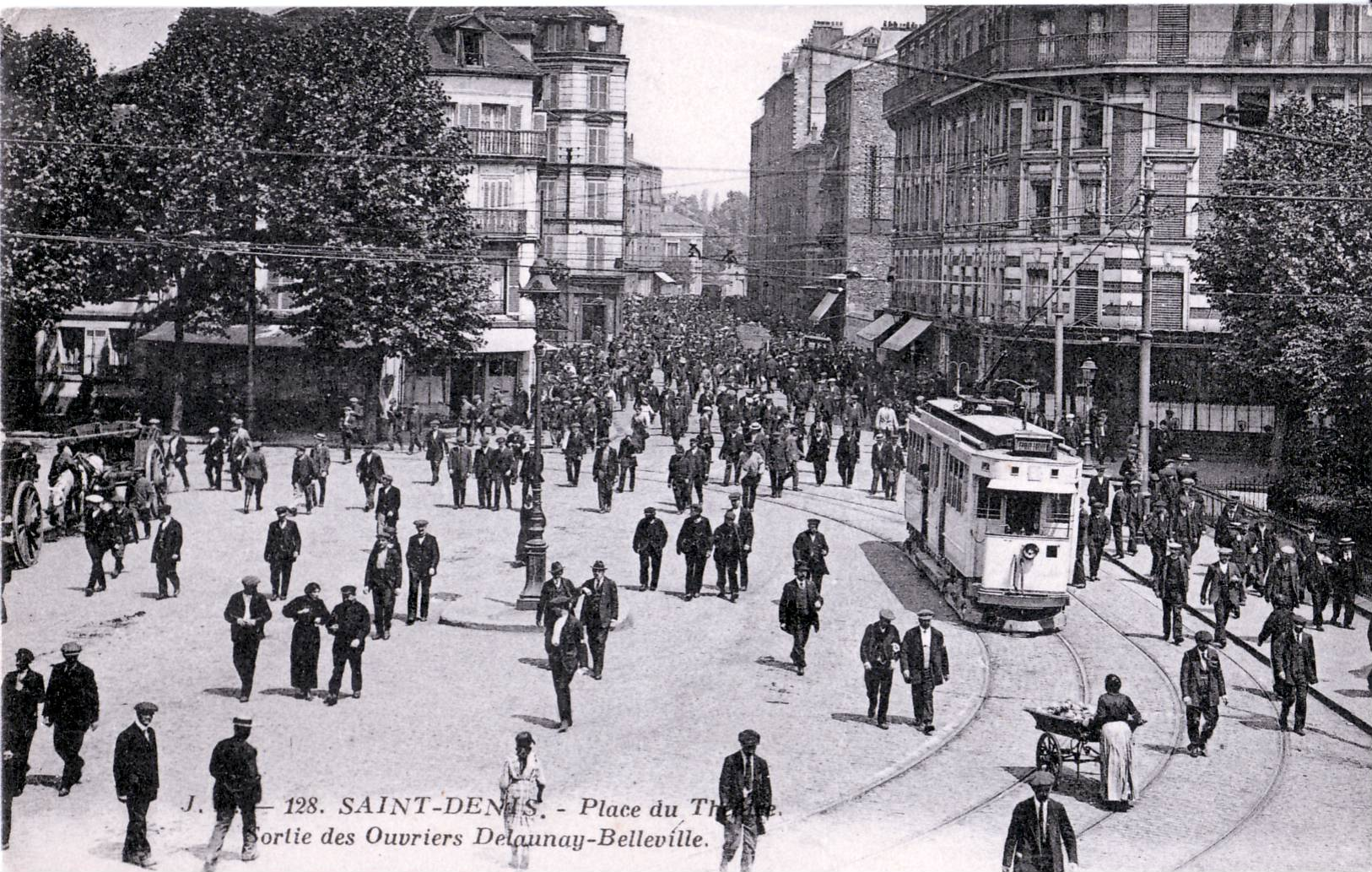
Place du Théâtre - Sortie des ouvriers de l'usine Delaunay-Belleville.

- 1960-1966 : Jacques Roussillon
- 1966-1976 : José Valverde
- 1976-1985 : René Gonzalez
- 1986-1989 : Daniel Mesguich
- 1989-1997 : Jean-Claude Fall
- 1997-2001 : Stanislas Nordey
- 2002-2007 : Alain Ollivier
- 2008-2013 : Christophe Rauck
- 2014-2020 : Jean Bellorini
- Depuis mars 2020 : Julie Deliquet

## Moyens d'accès
Il est accessible par la ligne 1 du tramway d'Île-de-France par la station Théâtre Gérard-Philipe.